# ایرما یوهانسون
ایرما یوهانسون (انگلیسی: Irma Johansson؛ زادهٔ ۳ آوریل ۱۹۳۲) اسکی‌باز صحرانوردی اهل سوئد بود.
وی در مسابقات کشوری و بین‌المللی در مجموع برندهٔ ۱ مدال طلا، ۲ مدال برنز شده‌است.